# Kammarrätten i Stockholm
Kammarrätten i Stockholm är en förvaltningsdomstol, en av fyra kammarrätter i Sverige. Kammarrätterna är normalt andra nivån i de allmänna förvaltningsdomstolarnas instansordning.
Kammarrätten i Stockholm prövar främst mål och ärenden från förvaltningsrätter och myndigheter inom kammarrättens domkrets – Gotlands, Stockholms, Uppsala och Västmanlands län – där Förvaltningsrätten i Stockholm och Förvaltningsrätten i Uppsala ligger. I många fall krävs att kammarrätten meddelar prövningstillstånd för att den ska ta upp ett mål till behandling.
Ett beslut eller en dom från kammarrätt kan vanligtvis överklagas till Högsta förvaltningsdomstolen. Kammarrättens beslut och domar i egenskap av Migrationsöverdomstolen får dock inte överklagas till Högsta förvaltningsdomstolen. Det samma gäller kammarrättens beslut och domar gällande så kallade PTS-mål.
Kammarrätten är sedan den 1 september 2009 inrymd i Gamla riksdagshuset och Hebbeska huset på Riddarholmen i Stockholm.

## Historia
Kammarrätten var från början en del av Kammarkollegiet som hanterade rikets räkenskaper. År 1695 beslutade kung Karl XI att bryta ut Kammarrätten från Kammarkollegiet.
Vid förvaltningsrättsreformen 1972 byggdes kammarrättsorganisationen ut genom att Kammarrätten i Göteborg infördes samt att två avdelningar från Kammarrätten i Stockholm flyttades till Sundsvall. Dessa två avdelningar bildade två år senare Kammarrätten i Sundsvall.

## Organisatorisk indelning
Kammarrättspresidenten är kammarrättens chef.
Kammarrätten i Stockholm är indelad i fem dömande avdelningar. Chef för varje dömande avdelning är en lagman som har titeln avdelningschef. Varje avdelning har även en biträdande avdelningschef som i regel är en så kallad vice ordförande vid kammarrätten. Huvudregeln är att målen (t.ex. skattemål) lottas lika på alla avdelningar, men i kammarrättens arbetsordning finns det specialregler gällande vissa typer av mål. S.k. PTS-mål förekommer endast på avdelning 1, medan t.ex. skolmål endast förekommer på avdelning 5.  

### Migrationsöverdomstolen
Sedan 2006 är Kammarrätten i Stockholm även Migrationsöverdomstol och hanterar överklaganden i utlänningsmål från de förvaltningsrätter som är migrationsdomstolar, (förvaltningsrätterna i Stockholm, Göteborg, Luleå  och Malmö). Kammarrättens beslut i egenskap av Migrationsöverdomstol får inte överklagas till Högsta förvaltningsdomstolen.
Avdelning 1 är en så kallad prejudikatsavdelning och enligt kammarrättens arbetsordning är det i huvudsak avdelning 1 som skall döma i mål enligt både medborgarskaps- och utlänningslagen, om målet anses vara av vikt för rättstillämpningen. Det finns dock inget formellt hinder att övriga avdelningar dömer i ett sådant mål.

## Kammarrättspresidenter[1]
- 1695–1718: Karl Gyllenstierna af Ulaborg
- 1719–1725: Anders Wolimhaus
- 1727–1736: Gustaf Rålamb
- 1736–1742: Herman Cedercreutz
- 1742–1755: Niclas Peter Gedda
- 1755–1765: Johan Löwen
- 1765–1767: Mattias Hermansson
- 1767: Carl Fredrik von Höpken
- 1767: Johan Julius Vult
- 1767–1769: Carl Johan Cronstedt
- 1769–1788: Carl Vilhelm von Düben
- 1788–1792: Adolf Fredrik Munck af Fulkila
- 1792–1796: Gustaf Adolf Reuterholm
- 1796–1801: Kristoffer von Numers
- 1802–1809: Herman Låstbom
- 1809–1811: Carl Johan Gyllenborg
- 1811–1812: Johan Gustaf Lagerbjelke
- 1812–1819: Fredrik Tersmeden
- 1819–1824: Vilhelm Bennet
- 1824–1831: Klaes Adolf Flemming af Liebelitz
- 1832–1834: Clas Arvid Kurck
- 1836–1841 (tillförordnad 1834–1836): Johan Peter Billberg
- 1840–1856: August von Hartmansdorff
- 1856–1858: vakant
- 1858–1874: Carl Göran Mörner
- 1874–1877: Henrik Wilhelm Bredberg
- 1878–1883: Karl Otto Vilhelm af Burén
- 1883–1889: Arvid Rutger Posse
- 1889–1892: Johan Henrik Lovén
- 1892–1896: Ludvig Annerstedt
- 1896–1899: August Östergren
- 1899–1911: Lars Åkerhielm d.y.
- 1911–1921: Gustaf Albert Petersson
- 1921–1929: Axel Reinhold Östergren
- 1929–1940: Karl-Henrik Mauritz Högstedt
- 1940–1961: Nils Quensel
- 1943–1945: Henric Nordenskjöld (tillförordnad)
- 1946–1950: Sune Norrman (tillförordnad)
- 1950–1951: Mauritz Wijnbladh (tillförordnad)
- 1961–1979: Gustaf Hedborg
- 1979–1994: Henry Montgomery
- 1994–1997: Reidunn Laurén
- 1997–2004: Per Anclow
- 2005–2007: Sten Heckscher
- 2008–2020: Thomas Rolén
- 2013–2015 och 2020–2021: Mari Andersson (tillförordnad)
- 2021–: Stefan Holgersson